# Vincent van der Want
Vincent van der Want (* 21. Oktober 1985 in Hilversum) ist ein niederländischer Ruderer.

## Sportliche Karriere
Der 1,98 m große Vincent van der Want begann 2005 mit dem Rudersport. 2010 erreichte er mit dem niederländischen Achter den vierten Platz sowohl bei den Europameisterschaften als auch bei den Weltmeisterschaften. 2011 belegte er zusammen mit Derk Noordhuis den achten Platz im Zweier ohne Steuermann bei den Europameisterschaften.
2013 kehrte Vincent van der Want in den niederländischen Achter zurück und gewann die Bronzemedaille bei den Europameisterschaften in Sevilla. Bei den Weltmeisterschaften in Chungju erreichten die Niederländer den fünften Platz. 2014 belegte der niederländische Achter den siebten Platz bei den Europameisterschaften und den achten Platz bei den Weltmeisterschaften. 2015 wechselte Vincent van der Want in den Vierer ohne Steuermann und erreichte den fünften Platz bei den Europameisterschaften sowie den sechsten Platz bei den Weltmeisterschaften. Bei der Olympischen Regatta 2016 in Rio de Janeiro belegten Harold Langen, Peter van Schie, Vincent van der Want und Govert Viergever den fünften Platz.
2017 erreichte Vincent van der Want mit dem Vierer ohne Steuermann den sechsten Platz bei den Europameisterschaften und den vierten Platz bei den Weltmeisterschaften. 2018 kehrte er in den Achter zurück und gewann Silber bei den Europameisterschaften in Glasgow, bei den Ruder-Weltmeisterschaften in Plowdiw erreichten die Niederländer den siebten Platz. Zu Beginn der Saison 2019 erkämpfte der niederländische Achter bei den Europameisterschaften in Luzern Bronze hinter den Deutschen und den Briten. Dann wechselte van der Want zurück in den Vierer und belegte den siebten Platz bei den Weltmeisterschaften in Linz-Ottensheim.